# Sixeonotopsis
Sixeonotopsis is een geslacht van wantsen uit de familie van de Miridae (Blindwantsen). Het geslacht werd voor het eerst wetenschappelijk beschreven door Carvalho & Schaffner in 1974.

## Soorten
Het genus bevat de volgende soort:

- Sixeonotopsis crassicornus Carvalho & Schaffner, 1973